# Cerfontaine (Bèlgica)
Cerfontaine (en való Cerfontinne) és un municipi belga de la província de Namur a la regió valona. Comprèn les localitats de Cerfontaine, Daussois, Senzeille, Silenrieux, Soumoy i Villers-Deux-Églises. L'1 de gener del 2024 tenia 4.994 habitants.